# Bùi Công Chức (thiếu tướng)
Bùi Công Chức là một sĩ quan cao cấp trong Quân đội Nhân dân Việt Nam, hàm Thiếu tướng, hiện là Cục trưởng Cục Tổ chức, Tổng cục Chính trị Quân đội Nhân dân Việt Nam.

## Thân thế và binh nghiệp
Bùi Công Chức sinh năm 1969; quê quán Xã Tân Dân, huyện An Lão, TP Hải Phòng,
Từ năm 2007 đến năm 2010: ông đeo quân hàm thượng tá,đảm nhiệm làm Chính ủy Trung đoàn 242 (nay là Lữ đoàn 242) thuộc Quân khu 3.
Năm 2010, ông được bổ nhiệm giữ chức Phó Chính ủy Sư đoàn 395, Quân khu 3.
Năm 2011, ông là Chính ủy Sư đoàn 395, Quân khu 3.
Năm 2015, ông được bổ nhiệm làm Phó Chủ nhiệm Chính trị Quân khu 3.
Năm 2016, ông được bổ nhiệm làm Chủ nhiệm Chính trị Quân khu 3.
Tháng 1 năm 2019, ông được bổ nhiệm giữ chức Phó Chính ủy Quân khu 3.
Tháng 5 năm 2025, ông được bổ nhiệm giữ chức Cục trưởng Cục Tổ chức, Tổng cục Chính trị Quân đội Nhân dân Việt Nam.
Thiếu tướng (2017)